# Fledermaus (Wappentier)

Fledermaus im Oberwappen von Valencia

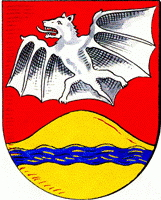
Fledermaus mit Wolfskopf im Wappen von Hannover-Wettbergen

Das Wappentier Fledermaus ist überwiegend im ostspanischen Raum verbreitet.
Als gemeine Figur ersetzt sie in der aragonesischen Heraldik den Drachen und ist bereits auf Wappen im Mittelalter um 1200 bekannt. Zu finden ist die Fledermaus in Wappen von Valencia, Teruel, Albacete, Palma und Fraga.
Ihre Darstellung ist überwiegend in Schwarz mit ausgebreiteten Flugmembranen, wobei die Stilisierung sich auf den Schattenriss beschränkt. Im Wappen von Montchauvet (Yvelines) in Frankreich ist sie in Gold und im Wappen von Fiefbergen in Schleswig-Holstein in Silber. Die Stellung ist  allgemein dem Betrachter zugewandt.  In Wappen und auch über dem Wappen trifft man das Tier an. In den spanischen Wappen sitzt sie auf oder schwebt sie über, manchmal auch unter, der Wappenkrone. Im älteren Wappen von Barcelona schwebte eine Fledermaus im Oberwappen, ist aber aus unbekannten Gründen entfernt worden.
Auch als Symbol ist die Fledermaus anzutreffen. Ein Beispiel ist das wappenähnliche Zeichen von Albacete Balompié, einem spanischen Fußballklub. Hier bildet das Wappentier die Auflage für das Vereinszeichen.

## Beispiele

Barcelona
Fiefbergen
Montchauvet
Teruel